# Світло в наших вікнах
«Світло в наших вікнах» — радянський чорно-білий художній фільм-драма 1969 року, знятий режисером Караманом Мгеладзе на кіностудії «Грузія-фільм».

## Сюжет
Демобілізований старшина Олександр (Додо Абашидзе), учасник війни, прибуває на одну з найбільших будов Грузії. Поселяється у гуртожитку. Його призначають бригадиром — він набагато старший за хлопців. Ця обставина його анітрохи не соромить — завтра перший робочий день, і важливо почати його правильно.

## У ролях
- Давид Абашидзе — дядько Александре (дублював М. Граббе)
- Григорій Цитайшвілі — Герасіме (дублював О. Бєлявський)
- Тамаз Толорая — Бідзіна (дублював В. Коміссаров)
- Теймураз Циклаурі — Нодар (дублював Р. Ахметов)
- Гія Наріманідзе — Джава, брат Герасіме (дублював В. Грачов)
- Нана Пірвелі — Галина (дублювала Г. Комарова)
- Лейла Кіпіані — Марина (дублювала М. Кремнєва)
- Лалі Месхі — Лія (дублювала А. Панова)
- Русудан Кікнадзе — Тата
- Ліана Асатіані — мати Бідзіни
- Ілля Бакакурі — дядько Іван, комендант гуртожитку (дублював Є. Шутов)
- Тамара Тваліашвілі — мати Александре
- Малхаз Горгіладзе — епізод
- Манана Дашніані — епізод
- Г. Габашвілі — епізод
- Борис Топурідзе — епізод
- Іраклій Чавчавадзе — епізод
- Малхаз Чейшвілі — епізод
- Язон Бакрадзе — чоловік у черзі в їдальній
- Карло Саканделідзе — оператор Алхаз

## Знімальна група
- Режисер — Караман Мгеладзе
- Сценарист — Суліко Жгенті
- Оператор — Гіві Рачвелішвілі
- Композитор — Нугзар Вацадзе
- Художник — Гіві Гігаурі